# Shaftesbury, Wales
Shaftesbury är en stadsdel och community i staden Newport i Wales, Storbritannien.